# 노키아 네트웍스
노키아 네트웍스(영어: Nokia Networks)은 노키아의 자화사이자 핀란드의 데이터 네트워킹 및 전기통신 장비 기업이다. 본사는 핀란드 에스포에 위치해 있으며 핀란드의 노키아와 독일의 지멘스 간 조인트 벤처이다. 2011년 소득 기준으로 에릭슨, 화웨이, 알카텔-루슨트에 이어 세계에서 4번째로 큰 전기통신 장비 제조업체이다. 노키아 지멘스 네트웍스는 약 150개국에서 운영되고 있다.
중국업체의 추격과 경영부실로 2011년부터 사업부매각, 직원 23% 정리해고 등의 구조조정 작업 중이다. 2012년 11월 이 회사는 독일 공장을 폐쇄하고 650명을 해고했으며, 서비스사업부를 폐쇄하고 1천명을 해고할 계획을 세운 상태다.
2015년 4월 프랑스 통신장비 업체인 알카텔-루슨트를 인수했다. 2015년 노키아 네트웍스와 알카텔-루슨트의 무선 통신장비 시장 점유율(각각 16.1%와 14.4%)을 합하면 30.5%로 시장 점유율 1위인 에릭슨의 27.3%를 넘어서게 된다.

## 같이 보기
- 노키아